# USS Cole (DDG-67)
USS Cole (DDG-67) — эскадренный миноносец УРО типа «Арли Бёрк». Построен на верфи Ingalls Shipbuilding, приписан к морской станции Норфолк, штат Виргиния.
Эсминец «Коул» назван в честь сержанта морской пехоты пулемётчика Дэррелла С. Коула (англ. Darrell S. Cole), погибшего при штурме американскими войсками острова Иводзима во время Второй мировой войны.

## История строительства
Эскадренный миноносец «Коул» был заложен 28 февраля 1994 г. на судоверфи Ingalls Shipbuilding в г. Паскагула, штат Миссисипи. Спущен 10 февраля 1995 г., введён в состав ВМС США 8 июня 1996 г. в порту Эверглейдс, штат Флорида. Церемонией ввода корабля в состав Атлантического флота США руководил мистер Ли Перри.

## Герб и девиз

### Герб
Тёмно-синий и золотой цвета щита герба олицетворяют море и превосходство. Красный цвет, цвет крови и храбрости, олицетворяет доблесть сержанта Коула и его жертву. Трезубец символизирует морское мастерство и современные боевые возможности эсминца «Коул». Три гранаты олицетворяют храбрость, доблесть и честь, а также дух борьбы сержанта Коула и его самоотверженность. Синяя перевёрнутая звезда обозначает медаль Почёта, посмертно предоставленную сержанту Коулу за его героизм и самопожертвование. Пересечённые морской меч и морской мамелюк символизируют взаимодействие и боевой дух морской службы. Горн, соединённый с двумя мечами, подчёркивает то, что сержант Коул был полевым музыкантом. Лавровый венок символизирует честь и высокие достижения.

### Девиз
Девизом корабля является латинское выражение Gloria merces virtutis (англ. Glory is the reward of valor; рус. Слава — награда храброго), подчёркивающее храбрость и героизм сержанта Даррела С. Коула и его верность Соединённым Штатам Америки.

## Боевая служба в 1996—2000 гг
С февраля по август 1998 года эскадренный миноносец Коул в составе авианосной ударной группы авианосца Джон К. Стеннис нёс службу в Персидском заливе. С августа по ноябрь 2000 года был развёрнут в составе АУГ авианосца Джордж Вашингтон сначала в Средиземном, а затем и в Красном море.

## Теракт в порту Адена
Осенью 2000 года эсминец «Коул» в составе Пятого флота ВМС США выполнял задачи по контролю над соблюдением международного эмбарго против Ирака. 12 октября 2000 г., в 9 часов 30 минут (по местному времени) эсминец «Коул» пришвартовался в порту Адена для пополнения запасов воды и продовольствия. В 10 часов 30 минут корабль начал заправляться топливом. За последующий час в топливные цистерны корабля поступило около 100 000 галлонов топлива JP-5 (2000 галлонов в минуту). В 11 часов 18 минут по местному времени (8:18 по UTC), в то время как команда корабля завтракала в столовой, эсминец «Коул» был атакован моторным катером из стеклопластика, управляемым двумя смертниками (по некоторым сведениям — арабского происхождения) и начинённым по оценке экспертов 200—230 или даже 300 килограммами взрывчатки в тротиловом эквиваленте.
В результате подрыва в средней части корпуса (с левого борта) на уровне ватерлинии образовалась пробоина размером 6×12 м (по другим данным — 12х12 или даже 12х18 м), были затоплены кубрики и каюты экипажа. Были выведены из строя газотурбинные двигатели, гребной вал, а также пострадало помещение столовой на верхней палубе. От взрыва «Коул» накренился на четыре градуса на левый борт. Последствием взрыва был пожар, и команда корабля до вечера боролась за его живучесть.
Жертвами взрыва стали 17 человек, в том числе 2 женщины-члена команды «Коула», ещё 39 человек получили ранения различной степени тяжести. Все раненые в ходе диверсионного акта члены экипажа «Коула» были доставлены на лечение в американский военный госпиталь Ландштуль (англ. Landstuhl Regional Medical Center), находящийся неподалёку от авиабазы Рамштайн, Германия.
Первым кораблём, оказавшим помощь атакованному эсминцу «Коул» был фрегат УРО типа 23 Королевского военно-морского флота Великобритании «Мальборо» под командой капитана Энтони Рикса. Фрегат возвращался в Великобританию после шестимесячного развёртывания в Персидском заливе и в момент атаки «Коула» находился недалеко от Адена. На фрегате «Мальборо» находились медицинские и ремонтные команды, и когда на фрегат поступила просьба о помощи, корабль немедленно двинулся к повреждённому американскому эсминцу. Одиннадцать из наиболее тяжело раненых моряков эвакуировали с корабля во французскую военную больницу в Джибути для проведения срочных хирургических операций, а затем, как и остальных потерпевших отправили в военный госпиталь в Германию.
На помощь эсминцу также в срочном порядке была отправлена небольшая группа американских морских пехотинцев из Бахрейна, доставленных в Аден самолётом P-3 Orion спустя несколько часов после того, как судно подверглось атаке.
Во второй половине дня 12 октября 2000 г. в Аден также прибыли американские корабли USS Donald Cook (DDG-75) и USS Hawes (FFG-53) для обеспечения «Коула» средствами ремонта и тыловой поддержки. Несколько дней спустя в Аден прибыли также американские корабли USS Catawba, USS Camden, USS Anchorage, USS Duluth и универсальный десантный корабль USS Tarawa, снабжая прибывшие в Аден до них американские корабли, в том числе и эсминец «Коул», ремонтным оборудованием и продовольствием. Большой десантный катер LCU 1666 обеспечивал ежедневные доставки с УДК «Тарава» горячей пищи и перевоз морского персонала с остальных американских кораблей на эскадренный миноносец «Коул». Так как эсминец подлежал ремонту, было принято решение о его восстановлении. «Коул» был отбуксирован 29 октября 2000 океанским буксиром USS Catawba на внешний рейд Аденского порта (на глубины свыше 22,8 м), где 3 ноября корабль был погружен на нанятый специально для перевозки «Коула» голландское судно-тяжёлый транспорт MV Blue Marlin. Десантные катера LCU 1632 и LCU 1666 патрулировали в водах, окружающих повреждённый американский эсминец, обеспечивая безопасность во время проведения операции по подъёму «Коула» на голландский транспорт.

### Расследование происшествия
Сразу после подрыва «Коула» Аден был блокирован сотрудниками полиции и служб безопасности, весь транспорт, въезжающий в город, проходил тщательный досмотр, была усилена охрана гостиниц, всех иностранных журналистов при въезде в город сопровождали сотрудники спецслужб. В ходе проверок были задержаны около 250 местных жителей. Большинство из задержанных были работниками порта и расположенных поблизости объектов.
В ходе расследования спецслужбам удалось установить дом, где в течение месяца перед терактом проживали террористы. Кроме этого были найдены отдельные компоненты взрывного устройства и оборудования для приведения его в действие.
Также было установлено, что двое арестованных вели наблюдение за американским кораблём в течение как минимум двух дней. Оба они оказались приезжими и сняли жильё в городе буквально накануне инцидента.

По сообщению одного из представителей Пентагона, за месяц до подрыва американского эсминца в йеменском порту было получено предупреждение о готовящемся на Ближнем Востоке теракте против одного из кораблей BMC США. По его словам, полученное донесение носило неопределённый характер относительно возможных места и времени осуществления террористической акции и поэтому приказ о принятии повышенных мер безопасности отдан не был. Как передала телекомпания Фокc, ссылаясь на официальных лиц, разведслужбам удалось перехватить сообщение в адрес одного из мусульманских лидеров в г. Лондон, в котором эта группировка брала на себя ответственность за теракт. «И группировка, и мусульманский лидер связаны с международным террористом Усамой бен Ладеном», — отмечает телекомпания. Ещё одну версию случившегося высказал президент Йемена Али Абдалла Салех. Он предположил, что к теракту возможно причастна израильская спецслужба Моссад.— Прописцов В. Террористический акт против эсминца УРО «Коул» ВМС США
14 марта 2007 г. федеральный судья Соединённых Штатов Роберт Думар (англ. Robert Doumar) вынес постановление, согласно которому ответственность за подрыв эсминца «Коул» лежит на правительстве Судана.
Также сообщается, что к маю 2008 все обвиняемые в подготовке и осуществлении подрыва эсминца бежали из тюрьмы или были освобождены чиновниками Йемена.
7 мая 2012 г. в Йемене, в результате авиаудара, нанесённого американским БПЛА, был убит один из руководителей йеменского крыла «Аль-Каеды» Фахд аль-Куса, которого власти США считали ответственным за организацию подрыва эсминца «Коул».

### Ремонт
Через 6 недель после отправки из Йемена эскадренный миноносец УРО «Коул» был доставлен на борту транспорта MV Blue Marlin на судоверфь Ingalls Shipbuilding в Паскагулу, где он встал на ремонт. В ходе ремонтно-восстановительных работ на эсминце «Коул» были заменены элементы корпуса и отдельные конструкции весом около 550 тонн. На корабле были установлены новые системы и вооружение, сопоставимые с системами и вооружением последних эсминцев типа «Арли Бёрк». Стоимость ремонта и модернизации эсминца «Коул» составила сумму, равную приблизительно 250 млн. $. 19 апреля 2002 года корабль покинул судостроительный завод в Паскагуле и вновь вошёл в состав ВМС США.

## Служба корабля после 2002 года
8 июня 2006 года, впервые после ремонта, эсминец «Коул» вышел в дальний поход. По прибытии в порт Адена команда установила на корабле 17 мемориальных досок в память о каждом из погибших 12 октября 2000 года членов экипажа. «Коул» возвратился в свой порт приписки (Норфолк, штат Виргиния) 6 декабря 2006 года. Поход закончился без каких-либо происшествий. 28 февраля 2008 года, «Коул» был послан в поход к берегам Ливана.

## Память о трагедии в Аденском заливе
На эсминце «Коул» в память о произошедшей трагедии в районе камбуза был оборудован специальный «коридор славы», где на переборках разместились 17 белых звёзд, обрамлённых голубой каймой, и столько же мемориальных досок, символизирующих число погибших членов экипажа эсминца.

## Список погибших во время теракта 12 октября 2000 года
1. Кеннет Иджин Клодфелтер (англ. Kenneth Eugene Clodfelter), 21 год, родом из Mechanicsville, штат Виргиния, звание — Hull Maintenance Technician 3rd Class.
2. Ричард Костелоу (англ. Richard Costelow), 35 лет, родом из Морисвиля, штат Пенсильвания. Звание — Chief Petty Officer Electronics Technician.
3. Лакейна Моника Фрэнсис (англ. Lakeina Monique Francis), 19 лет, родом из Woodleaf, штат Калифорния. Звание — Mess Management Specialist.
4. Тимоти Ли Гаэна (англ. Timothy Lee Gauna), 21 год, родом из Rice, штат Техас. Звание — Information Systems Technician.
5. Шерон Луис Ганн (англ. Cherone Louis Gunn), 22 года, родом из Rex, штат Джорджия. Звание — Signalman Seaman Recruit.
6. Джеймс Родрик МакДэниэлс (англ. James Rodrick McDaniels), 19 лет родом из Норфолка, штат Виргиния. Звание — матрос.
7. Марк Ян Ниэто (англ. Marc Ian Nieto), 24 года, родом из Fond du Lac, штат Висконсин. Звание — Engineman 2nd Class.
8. Рональд Скотт Оуэнс (англ. Ronald Scott Owens), 24 года, родом из Vero Beach, штат Флорида. Звание — Electronic Warfare Technician 3rd Class.
9. Лакиба Николь Палмер (англ. Lakiba Nicole Palmer), 22 года, родом из Сан-Диего, штат Калифорния. Звание — Seaman Recruit.
10. Джошуа Лэнгдон Парлетт (англ. Joshua Langdon Parlett), 19 лет, родом из Churchville, штат Мериленд. Звание — Engineman Fireman.
11. Патрик Ховард Рой (англ. Patrick Howard Roy), 19 лет, родом из Cornwall on Hudson, штат Нью-Йорк. Звание — Fireman Apprentice.
12. Кевин Шаун Рукс (англ. Kevin Shawn Rux), 30 лет, родом из Портленда, штат Южная Дакота. Звание — Electronics Warfare Technician 2nd Class.
13. Рончестер Мананга Сантьяго (англ. Ronchester Mananga Santiago), 22 года, родом из Kingsville, штат Техас. Звание — Petty Officer 3rd Class.
14. Тимоти Ламонт Саундерс (англ. Timothy Lamont Saunders), 32 года, родом из Ringgold, штат Виргиния. Звание — Operations Specialist 2nd Class.
15. Гэри Грэхэм Свенчонис (англ. Gary Grahm Swenchonis), 26 лет, родом из Rockport, штат Техас. Звание — Fireman.
16. Эндрю Триплетт (англ. Andrew Triplett), 30 лет, родом из Macon, штат Миссисипи. Звание — энсин (англ. ensign).
17. Крэг Брайан Вибберли (англ. Craig Bryan Wibberley), 19 лет, родом из Williamsport, штат Мериленд. Звание — Seaman Apprentice.[12]

## Награды корабля
- Похвальная благодарность армейской воинской части
- Медаль «За гуманитарную помощь»
- Медаль «За службу в экспедиционных войсках глобальной войны с терроризмом»[13]

## Галерея
- Повреждения эсминца «Коул», Аден. В результате взрыва образовалась пробоина размером 12x12 м.[5]
- Эсминец «Коул» транспортируется на судостроительную верфь в Паскагулу из Йемена в США, 31 октября 2000.
- Эсминец «Коул» 
13 декабря 2000 г. у берегов США